# Sido
Sido, настоящее имя Пауль Хартмут Вюрдиг (нем. Paul Hartmut Würdig, родился 30 ноября 1980 года в Берлине, в районе Пренцлауэр-Берг) — немецкий рэпер, который в настоящее время состоит на контракте с Urban / Universal Music. Свой псевдоним Sido образовал от начальных букв фразы «Super-intelligentes Drogenopfer» (с нем. — «Суперинтеллигентная жертва наркотиков»), хотя поначалу объяснял его как сокращение от фразы «Scheiße in dein Ohr» (с нем. — «Дерьмо для твоих ушей»).

## Детство
До восьмилетнего возраста, он жил со своей младшей сестрой и матерью-одиночкой в Восточном Берлине, в районе Пренцлауэр-Берг. В 1988 году мать с детьми переехала в Западный Берлин и поселилась в районе Веддинг. В 8-летнем возрасте пересёк границу на Кохштрассе и оказался в лагере для беженцев в Западном Берлине. После этого он пробыл некоторое время в Любеке, а затем вернулся в Берлин. Sido вылетел со школы за употребление наркотиков. Это и стало его теневой приобщённости к гетто как задний план его школьных проблем. Детство провёл в бедных кварталах города, населённых в основном иммигрантами. Мать - цыганка (синти), отец - немец. В интервью он заявил, что имеет далёкие корни с Ирана.

## Карьера

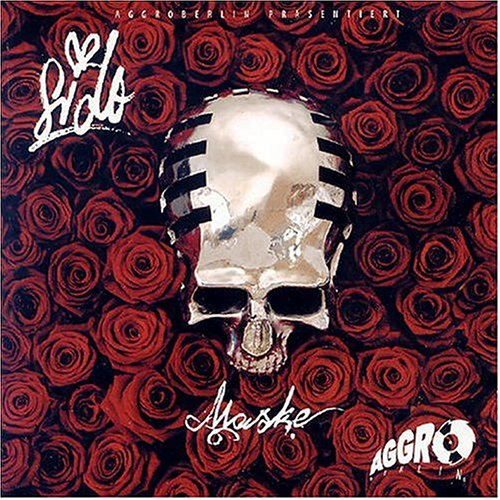

В 1997 году Sido начал свою музыкальную деятельность. Вместе с B-Tight он выпустил несколько композиций под общим псевдонимом Royal TS. На одном из концертов три (тогда ещё будущих) основателя лейбла Aggro Berlin обратили внимание на Sido и B-Tight, после чего приняли решение об основании лейбла и подписали контракт с обоими музыкантами.
Свою сольную карьеру Sido начал в 2003 г. с треков «Weihnachtssong» («Рождественская песня») и «Arschficksong» («Песня об анальном сношении»). Оба трека из-за нецензурного содержания были отправлены на контрольную экспертизу, однако, решение не было вынесено. Клипу на «Arschficksong» был присвоен возрастной класс «FSK 16».
Первый сольный альбом Sido, «Maske», вышел в апреле 2004 года. Альбом имел большой успех и занял 3-е место в немецких чартах. 3 сингла с альбома попали в двадцатку лучших на чартах. «Mama ist stolz», один из синглов, является данью уважения к матери. В это время была выпущена новая, подвергшаяся цензуре, версия клипа на песню «Arschficksong», которая была официально издана в виде сингла.
Трек «Mein Block» сделал лейбл Aggro Berlin более известным. В треке описывается берлинское гетто, одно из зданий города, в котором куча проблем. Далее произошли интерпретации от Azad и Eko Fresh. Альбом «Maske» был продан в количестве +190.000 копий и взял золотую награду. В январе 2007 было продано 200.000 копий и альбом достигнул платинового статуса.
Следующий альбом «Ich» только по предварительным заказам продался в количестве 80.000 копий, а через два дня после выхода было продано +100.000 копий, чем также достиг золотой награды. В целом релиз был распродан +170.000 раз.
В течение карьеры Sido многие называли мейнстрим-рэпером. На фестивале Splash! в 2005 году Sido и его коллега Harris были освистаны публикой и заброшены различными предметами. Многие участники Aggro Berlin с тех пор не присутствовали на Splash!.
В 2005 году Sido присутствовал на телевидении в ProSieben-Sendung TV total.
В том же году выходит коллабо-альбом совместно с Harris под названием «Dein Lieblingsalbum», который занял 2-е место в чартах. Было продано +80.000 копий релиза. На одном из видео с альбома Sido был распят, что вызвало шумиху. Рэпер объяснил, что считает себя своего рода “Иисусом” для немецкого рэпа. Также Sido сказал, что возможно будет выпущена вторая версия альбома. После выпуска альбома «Ich», в 2007 году Sido выпускает альбом под названием «Eine Hand wäscht die andere». Релиз включал в себя гостевые треки с альбомов других рэперов.
Весной 2007 года Sido и B-Tight основали лейбл Sektenmuzik, с которым заключили контракт все участники коллектива Die Sekte.
Его третий сольный альбом «Ich und meine Maske» был выпущен в мае 2008 года и занял 1-е место в чартах Германии, 2-е места в чартах Австрии и Швейцарии. Альбом был продан в количестве + 200.000 копий в Германии (платиновый статус), +10.000 в Австрии (золотой статус) и +30.000 в Швейцарии (платиновый статус).
30 октября 2009 года выходит четвёртый альбом рэпера - «Aggro Berlin». Первый сингл «Hey du» («Эй, ты») - рассказывает о детстве Sido в ГДР и его пребывании в лагере для беженцев в ФРГ. В треке рэпер также рассказал о том, что родился в районе Reinickendorf, и что "прибытие с Востока” было не таким уж и крутым, и он рассорился со многими приятелями.
21 мая 2010 года вышел live-альбом «MTV Unplugged Live aus'm MV». Релиз включал в себя треки с предыдущих альбомов Sido в живом исполнении. Live-альбом занял 2-е место в немецких чартах и был продан в количестве +100.000 копий. На альбоме был представлен новый трек «Der Himmel soll warten» совместно с успешным певцом Adel Tawil. Данный трек занял 2-е место в чартах Германии и получил золотую награду за +150.000 проданных копий.
В 2011 году после многих лет вражды Sido и Bushido выпускают альбом под названием «23». Альбом взял золото в Германии (+100.000 копий) и в Австрии (+10.000 копий).
14 декабря 2012 года выходит альбом «#Beste», в который Sido включил свои лучшие треки + 6 неизданных ранее. За данный релиз Sido получил золотую награду (+100.000 проданных копий). Кроме того, трек «Bilder im Kopf» стал самым успешным синглом в Германии, был продан в количестве + 330.000 копий, награждён платиной и собрал более 50 млн просмотров на youtube.
18 октября 2013 года, было выпущено видео на трек «30-11-80», соответствующий названию его альбома «30-11-80», который вышел 29 ноября 2013 года. Цифры в названии альбома означают дату рождения Sido. На видео, которое длится почти 11 минут, присутствуют 18 рэперов. Альбом занял 1-е места в чартах Германии и Швейцарии, 2-е место в чартах Австрии. В Германии и Австрии альбом достиг платинового статуса (за +200.000 и +15.000 копий соответственно), в Швейцарии золотого статуса (+10.000 копий). Гостями на альбоме были представлены также Helge Schneider, Мариус Мюллер-Вестернхаген, Marsimoto, Genetikk и Mark Forster. Трек «Liebe» достиг золотого статуса (+150.000 проданных копий).
13 января 2014 года было выпущено видео на трек «Fühl dich frei» с альбома «30-11-80». Он стал саундтреком к фильму "Nicht mein Tag" с Axel Stein и Moritz Bleibtreu.
4 сентября 2015 года выходит новый альбом Sido под названием «VI». Релиз занял 3-е место в немецких, 2-е в австрийских и 1-е в швейцарских чартах. В Австрии альбом «VI» уже достиг золотого статуса (+7500 проданных копий). Ещё более успешным стал трек «Astronaut» при участии известного певца Andreas Bourani. Сингл занял 1-е места в немецких, австрийских и швейцарских чартах. В Германии и Швейцарии сингл взял золотую награду (+200.000 и +15.000 копий). На youtube видеоклип набрал более 20 млн просмотров.

## Интересное
На семплере «Aggro Ansage Nr. 4» в одном из треков в 2004 году Sido говорит: "Я испортил своего сына через Aggro". На втором сольном альбоме «Ich» он посвящает трек «Ein teil von mir» своему сыну. С матерью сына он в разводе, но они иногда видятся.
Sido является троюродным братом Menowin Fröhlich (успешный немецкий поп-артист).
15 ноября 2006 года Sido выпустил автобиографическую книгу под названием "Ich will mein Lied zurück".
27 января 2007 года Sido раскритиковал на шоу TRL Майка Шиноду - участника группы Fort Minor. Это вызвало бурю негодования.
В том же году он был членом жюри в седьмом сезоне шоу талантов Popstars.
В 2009 году Sido снимается в фильме "Männersache" с Mario Barth и Dieter Tappert.
26 сентября 2009 года ProSieben совместно с Федеральным агентством по гражданскому образованию показали программу “Sido идёт на выборы”. Рэпер беседует с политиками всех фракций и объясняет почему он должен идти на выборы, рассказывает о немецких политиках и партиях. Шоу было номинировано на Grimme Award 2010.
29 декабря 2011 года на экраны вышел фильм "Blutzbrüdaz" ("Кровные братья"), где Sido играет главную роль. Фильм собрал 130000 зрителей в 257 кинотеатрах в течение недели и закрепился на 6-м месте в немецких кино-чартах.
В марте 2013 года на одном из ток-шоу рэпер выиграл 300.000 евро за то, что привёл тезисы чем полезна легализация лёгких наркотиков. Как будет распоряжаться выигрышем он не заявил, но его менеджер сказал, что Sido займётся пожертвованием.
В середине 2010 года рэпер открыл тату-магазин в Берлине под названием Ich und meine Katze.
Эдварду Сноудену, которого в Германии называют “современный Иисус”, Sido предложил убежище в своём доме.
Начиная с 2013 года Sido сотрудничает с бельгийской фирмой On.Earz, которая производит наушники Superstarz.
Рост Sido составляет 1,86 м.

## Конфликты с другими рэперами и законом
В СМИ особенно рассматривалась драка между Sido и Azad. Как сообщалось Sido нанёс публичное оскорбление матери Azad на сцене MTV Hip Hop Open 2004 в Штутгарте. Драка произошла в закулисной зоне. Это была массовая потасовка Aggro Berlin против Bozz Music.
12 октября 2009 года против Sido начался процесс из-за акта оскорбления, угрозы и нападения. Он был обвинён в том, что закидал женщину-инвалида камнями. Sido отрицал обвинения. В конце концов ему пришлось выплатить 14000 евро и дело было закрыто.
В ноябре 2011 года на торжественном вечере в Вене Sido заявил: ”Вы, австрийцы, однажды послали нам того, кто научил нас правилам”. Это был намёк на Адольфа Гитлера. Некоторые докладчики ORF, в том числе Martina Kaiser и Eberhard Forcher, отреагировали на это с возмущением. Но многие отнеслись к этому заявлению с улыбкой.
20 октября 2012 года ORF прекратило сотрудничество с Sido. В одном из шоу должна была произойти дискуссия между репортёром австрийского радио Домиником Хайнцлем и Sido. Дискуссия переросла в спор. Рэпер начал ругаться, а потом ударил Хайнцля кулаком по лицу, и тот упал. 21 октября 2012 года Sido извинился через Twitter перед матерью Хайнцля.
Sido отличается необычными агрессивными и провокационными текстами, но несмотря на это имеет лаконичный оттенок в голосе. За свою карьеру рэпер продал более 2 775 000 копий релизов. Sido известен в рядах хип-хопа за очень непристойные тексты. Однако, ценители любят его за сатиру и тексты, которые выходят далеко за реальность.

## Личная жизнь
После 5 лет отношений 14 февраля 2010 года он женился на Doreen Steinert, солистке группы Nu Pagadi, но весной 2012 года развёлся с ней.
С мая 2012 года состоял в отношениях с Charlotte Engelhardt, на которой женился спустя несколько месяцев. 14 августа 2013 года у них родился сын. Супруги живут в Hohen Neuendorf.

## Награды
Comet
2004: в категории "Newcomer National"
2009: в категории "Лучшая песня"
2010: в категории "Лучшая песня"
2011: в категории "Лучший артист"
Echo
2010: в категории "Лучшее видео" за «Hey du!»
2012: в категории "Лучшее видео" за «So mach ich es» совместно с Bushido
Bravo Otto
2004: Золото в категории "Лучший национальный рэпер"
2006: Серебро в категории "Лучший национальный рэпер"
2007: Серебро в категории "Лучший национальный рэпер"
Juice-Awards
2006: 1-е место в категории "Лучший альбом" за «Ich»
Goldenes Tape
2007: за видео «Straßenjunge» в MTV-Show Total Request Live
Swiss Music Award
2009: в категории "Лучший национальный альбом"
Europe Music Award
2010: в категории "Лучший немецкий артист"
Золотая пластинка (Германия)
2004: за семплер «Aggro Ansage Nr. 4» (+100.000 копий)
2005: за семплер «Aggro Ansage Nr. 5» (+100.000 копий)
2006: за альбом «Ich» (+170.000 копий)
2012: за альбом «23» совместно с Bushido (+100.000 копий)
2013: за сингл «Der Himmel soll warten» совместно c Adel Tawil (+150.000 копий)
2013: за альбом «#Beste» (+100.000 копий)
2014: за сингл «Liebe» (+150.000 копий)
2014: за сингл «Einer dieser Steine» совместно с Mark Forster (+150.000 копий)
2014: за live-альбом "MTV Unplugged Live aus'm MV" (+100.000 копий)
2015: за сингл «Astronaut» совместно с Andreas Bourani (+200.000 копий)
Золотая пластинка (Австрия)
2008: за альбом «Ich und meine Maske» (+10.000 копий)
2011: за альбом «23» совместно с Bushido (+10.000 копий)
2012: за альбом «Blutzbrüdaz – die Mukke zum Film» (+10.000 копий)
2013: за альбом «#Beste» (+10.000 копий)
2014: за сингл «Au revoir» совместно с Mark Forster (+15.000 копий)
2015: за альбом «VI» (+7500 копий)
Золотая пластинка (Швейцария)
2013: за альбом «30-11-80» (+10.000 копий)
2015: за сингл «Astronaut» совместно с Andreas Bourani (+15.000 копий)
Платиновая пластинка (Германия)
2007: за альбом «Maske» (+200.000 копий)
2008: за альбом «Ich und meine Maske» (+200.000 копий)
2013: за сингл «Bilder im Kopf» (+300.000 копий)
2014: за альбом «30-11-80» (+200.000 копий)
2014: за сингл «Au revoir» совместно с Mark Forster (+600.000 копий)
Платиновая пластинка (Австрия)
2014: за альбом «30-11-80» (+15.000 копий)
Платиновая пластинка (Швейцария)
2009: за альбом «Ich und meine Maske» (+30.000 копий)
2013: за сингл «Bilder im Kopf» (+30.000 копий)
2014: за сингл «Au revoir» совместно с Mark Forster (+30.000 копий)

## Альбомы

### Студийные альбомы
- 2004: Maske
- 2006: Ich
- 2008: Ich und meine Maske
- 2009: Aggro Berlin
- 2012: #Beste
- 2013: 30-11-80
- 2015: VI
- 2016: Das goldene Album
- 2017: Royal Bunker (совместно с Kool Savas)

### Живые выступления
- 2010: MTV Unplugged Live aus’m MV
- 2014:

### Совместные проекты
- 2005: Dein Lieblings Album (проект Deine Lieblings Rapper — совместно с рэпером Harris)
- 2007: Eine Hand wäscht die Andere
- 2011: 23 (проект «23» — совместно с Bushido)
- 2011: Blutzbrüdaz — die Mukke zum Film (совместно с B-Tight)
- 2015: Eskimo Callboy – Best Day (feat. Sido)